# Раухтопаз

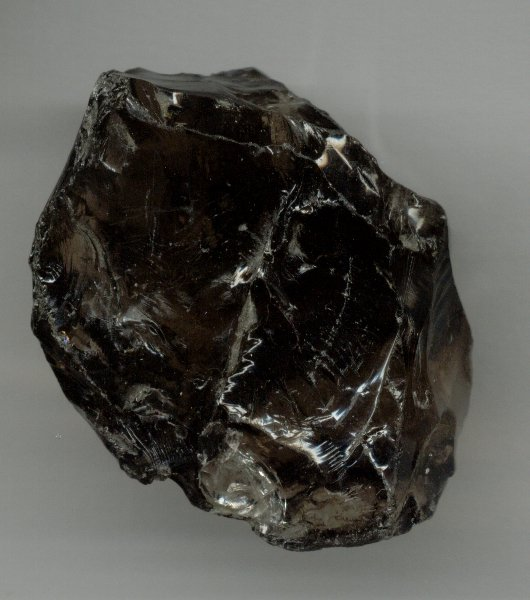
Раухтопаз

Раухтопаз (англ. rauhtopaz; нім. Rauchtopas m, Rauch-Kristall m) — мінерал, димчастий або димчасто-коричневий, димчасто-жовтий кварц. Ювелірно-виробний камінь.
Синоніми: раухкварц.

## Етимологія
Слово «раухтопаз» (іноді пишуть «раух-топаз») походить з німецької мови (нім. Rauchtopaz — «димчастий топаз»), є торговим і не зовсім бажаним терміном, бо слово «раух» часто опускається для зручності і залишається лише «топаз», а до топазу цей мінерал не має ніякого відношення. За вартістю, рідкістю, труднощам обробки і іншим властивостям топаз непорівнянний з кварцом, і термін стає засобом обману. Але дотепер термін «раухтопаз» залишається надзвичайно популярним серед ювелірів. Ще зустрічається така назва як «раухкварц» — застаріле, хоча по суті і більш правильне, ніж «раухтопаз».
Іноді димчастий кварц називають димчастим гірським кришталем, що не цілком правильно, бо назва гірський кришталь належить до безбарвних і прозорих кристалів кварцу.